# مارنتينو
مارنتينو هي كومونا (بلدية) في مدينة تورينو الكبرى في المنطقة الإيطالية بيدمونت ، وتقع على بعد حوالي 13 كيلومتر (8 ميل) شرق تورينو .
وتقع مدينة مارنتينو على حدود البلديات التالية: السيولزي، مونكوكو تورينيزي، مونتالدو تورينيزي، أرينيانو، وأندزينو.